# Serie A1 2019-2020 (hockey su pista)
La Serie A1 2019-2020 è stata la 97ª edizione (la 71ª a girone unico) del torneo di primo livello del campionato italiano di hockey su pista. La competizione, che aveva avuto inizio il 28 settembre 2019, fu sospesa nel febbraio del 2020 a causa della pandemia di COVID-19; lo scudetto non fu aggiudicato.

## Stagione

### Novità
A prendere il testimone del Thiene e del Sandrigo retrocesse in serie A2  vi sono, vincendo il campionato cadetto, il Montebello, all'esordio in massima serie, e il Correggio che torna in serie A1 dopo una sola stagione. Al torneo parteciperanno: Amatori Lodi, Amatori Vercelli, Breganze, CGC Viareggio, Follonica, Forte dei Marmi (campione in carica), HRC Monza, Roller Scandiano, Sarzana, Trissino, Bassano, Valdagno 1938 e appunto il Montebello e il Correggio. L'Amatori Vercelli in seguito non ha perfezionato la domanda di iscrizione venendo quindi esclusa dalla manifestazione; a completamento dell'organico della serie A1 è stato ripescato il Sandrigo, dopo la rinuncia del Thiene quale prima squadra avente diritto.

### Formula
Come ormai consuetudine, la manifestazione è organizzata in due fasi. La prima fase rimane immutata rispetto alla stagione precedente e vede la disputa di un girone all'italiana, con gare di andata e ritorno per un totale di 26 giornate: sono assegnati 3 punti per l'incontro vinto e un punto a testa per l'incontro pareggiato, mentre non ne è attribuito alcuno per la sconfitta. Vengono introdotte delle novità invece per la seconda parte del campionato. Al termine della prima fase le prime dieci squadre classificate si qualificano per i play-off scudetto mentre le squadre classificate al 11º e al 14º posto disputeranno i play-out per stabilire le retrocesse in Serie A2 nella stagione successiva. Le formazioni classificate dal 1º all'8º posto al termine del girone di andata sono state ammesse alle Final Eight di Coppa Italia.

## Squadre partecipanti
| Club             | Stagione | Città                     | Impianto                       | Stagione precedente                                            |
| ---------------- | -------- | ------------------------- | ------------------------------ | -------------------------------------------------------------- |
| Amatori Lodi     | dettagli | Lodi                      | PalaCastellotti                | 1º in Serie A1, semifinali play-off scudetto                   |
| Breganze         | dettagli | Breganze (VI)             | PalaFerrarin                   | 4º in Serie A1, quarti di finale play-off scudetto             |
| CGC Viareggio    | dettagli | Viareggio (LU)            | PalaBarsacchi                  | 5º in Serie A1, finale play-off scudetto                       |
| Correggio        | dettagli | Correggio (RE)            | Palasport Dorando Pietri       | 2º in Serie A2, vincitore play-off promozione, promosso        |
| Follonica        | dettagli | Follonica (GR)            | Pista Armeni                   | 6º in Serie A1, quarti di finale play-off scudetto             |
| Forte dei Marmi  | dettagli | Forte dei Marmi (LU)      | PalaForte                      | 2º in Serie A1, vincitore play-off scudetto, campione d'Italia |
| HRC Monza        | dettagli | Monza                     | PalaRovagnati di Biassono (MB) | 9º in Serie A1                                                 |
| Montebello       | dettagli | Montebello Vicentino (VI) | Palazzetto dello sport         | 1º in Serie A2, promosso                                       |
| Roller Scandiano | dettagli | Scandiano (RE)            | PalaRegnani                    | 10º in Serie A1                                                |
| Sandrigo         | dettagli | Sandrigo (VI)             | Palasport di Sandrigo          | 14º in Serie A1, retrocesso e ripescato                        |
| Sarzana          | dettagli | Sarzana (SP)              | Pista Vecchio Mercato          | 7º in Serie A1, quarti di finale play-off scudetto             |
| Trissino         | dettagli | Trissino (VI)             | PalaDante                      | 8º in Serie A1, quarti di finale play-off scudetto             |
| Bassano          | dettagli | Bassano del Grappa (VI)   | PalaSind                       | 12º in Serie A1                                                |
| Valdagno 1938    | dettagli | Valdagno (VI)             | PalaLido                       | 3º in Serie A1, semifinali play-off scudetto                   |

### Allenatori e primatisti
| Squadra          | Allenatore                                           | Cannoniere (Miglior marcatore nella stagione regolare) |
| ---------------- | ---------------------------------------------------- | ------------------------------------------------------ |
| Amatori Lodi     | Nuno Resende                                         | Lucas Martínez (29 reti)                               |
| Breganze         | Diego Mir                                            | Gerard Teixidó (28 reti)                               |
| CGC Viareggio    | Francesco Dolce                                      | Jepi Selva (19 reti)                                   |
| Correggio        | Pablo Jara                                           | Mirko Bertolucci (17 reti)                             |
| Follonica        | Enrico Mariotti                                      | Pablo Cancela (25 reti)                                |
| Forte dei Marmi  | Pierluigi Bresciani                                  | Federico Ambrosio (34 reti)                            |
| HRC Monza        | Tommaso Colamaria                                    | Matteo Zucchetti (15 reti)                             |
| Montebello       | Mirco De Gerone                                      | Pol Galbas (15 reti)                                   |
| Roller Scandiano | Roberto Crudeli                                      | Massimo Tataranni (33 reti)                            |
| Sandrigo         | Francesco Marchesini (1ª-10ª) Franco Vanzo (11ª-22ª) | Cacau (28 reti)                                        |
| Sarzana          | Alessandro Bertolucci                                | Davide Borsi (18 reti)                                 |
| Trissino         | Sérgio Silva                                         | Emanuel García (26 reti)                               |
| Bassano          | Gaetano Marozin                                      | Víctor Crespo Oliva (20 reti)                          |
| Valdagno 1938    | Juan Eduardo Oviedo                                  | Darío Giménez (22 reti)                                |

## Stagione regolare

### Risultati
| Andata (1ª) | Andata (1ª) | Prima giornata             | Ritorno (14ª) | Ritorno (14ª) |
|             |             |                            |               |               |
| 28 set.     | 3-5         | HRC Monza-Valdagno 1938    | 2-4           | 21 dic.       |
| 28 set.     | 0-5         | Montebello-Forte dei Marmi | 1-4           | 21 dic.       |
| 28 set.     | 5-4         | Roller Scandiano-Breganze  | 5-6           | 21 dic.       |
| 28 set.     | 10-0        | Sandrigo-Amatori Lodi      | 3-13          | 21 dic.       |
| 29 set.     | 4-2         | Correggio-Follonica        | 2-5           | 21 dic.       |
| 29 set.     | 2-3         | UVP Bassano-CGC Viareggio  | 3-4           | 21 dic.       |
| 2 ott.      | 4-0         | Trissino-Sarzana           | 3-2           | 21 dic.       |

| Andata (2ª) | Andata (2ª) | Seconda giornata               | Ritorno (15ª) | Ritorno (15ª) |
|             |             |                                |               |               |
| 5 ott.      | 5-0         | Amatori Lodi-Correggio         | 1-1           | 5 gen.        |
| 5 ott.      | 10-3        | Breganze-Sandrigo              | 2-2           | 8 gen.        |
| 5 ott.      | 4-4         | CGC Viareggio-Trissino         | 6-7           | 5 gen.        |
| 5 ott.      | 3-3         | Follonica-Montebello           | 3-2           | 4 gen.        |
| 5 ott.      | 4-2         | Forte dei Marmi-Bassano        | 6-1           | 4 gen.        |
| 5 ott.      | 3-3         | Sarzana-HRC Monza              | 2-4           | 4 gen.        |
| 5 ott.      | 5-2         | Valdagno 1938-Roller Scandiano | 5-6           | 4 gen.        |

| Andata (3ª) | Andata (3ª) | Terza giornata            | Ritorno (16ª) | Ritorno (16ª) |
|             |             |                           |               |               |
| 12 ott.     | 2-1         | HRC Monza-CGC Viareggio   | 3-5           | 11 gen.       |
| 12 ott.     | 2-2         | UVP Bassano-Follonica     | 4-4           | 11 gen.       |
| 12 ott.     | 7-3         | Sarzana-Valdagno 1938     | 1-3           | 15 gen.       |
| 12 ott.     | 0-3         | Montebello-Amatori Lodi   | 2-3           | 11 gen.       |
| 12 ott.     | 3-2         | Sandrigo-Roller Scandiano | 6-9           | 11 gen.       |
| 13 ott.     | 5-3         | Trissino-Forte dei Marmi  | 2-4           | 11 gen.       |
| 13 ott.     | 1-5         | Correggio-Breganze        | 4-3           | 11 gen.       |

| Andata (4ª) | Andata (4ª) | Quarta giornata            | Ritorno (17ª) | Ritorno (17ª) |
|             |             |                            |               |               |
| 19 ott.     | 5-5         | Valdagno 1938-Sandrigo     | 5-3           | 22 gen.       |
| 19 ott.     | 4-1         | Breganze-Montebello        | 4-2           | 18 gen.       |
| 23 ott.     | 10-0        | Amatori Lodi-uVP Bassano   | 1-3           | 22 gen.       |
| 23 ott.     | 12-1        | Forte dei Marmi-HRC Monza  | 4-3           | 22 gen.       |
| 23 ott.     | 5-2         | Roller Scandiano-Correggio | 2-2           | 22 gen.       |
| 23 ott.     | 5-3         | CGC Viareggio-Sarzana      | 4-7           | 22 gen.       |
| 23 ott.     | 6-5         | Follonica-Trissino         | 1-4           | 22 gen.       |

| Andata (5ª) | Andata (5ª) | Quinta giornata             | Ritorno (18ª) | Ritorno (18ª) |
|             |             |                             |               |               |
| 26 ott.     | 2-2         | HRC Monza-Follonica         | 3-4           | 25 gen.       |
| 26 ott.     | 8-4         | UVP Bassano-Breganze        | 0-6           | 25 gen.       |
| 26 ott.     | 4-4         | Sarzana-Forte dei Marmi     | 2-2           | 25 gen.       |
| 26 ott.     | 2-2         | Montebello-Roller Scandiano | 5-7           | 25 gen.       |
| 26 ott.     | 1-1         | CGC Viareggio-Valdagno 1938 | 0-4           | 25 gen.       |
| 27 ott.     | 4-6         | Trissino-Amatori Lodi       | 1-7           | 29 gen.       |
| 27 ott.     | 5-4         | Correggio-Sandrigo          | 3-2           | 25 gen.       |

| Andata (6ª) | Andata (6ª) | Sesta giornata                | Ritorno (19ª) | Ritorno (19ª) |
|             |             |                               |               |               |
| 30 ott.     | 3-2         | Amatori Lodi-HRC Monza        | 4-2           | 1º feb.       |
| 30 ott.     | 3-3         | Forte dei Marmi-CGC Viareggio | 5-4           | 31 gen.       |
| 30 ott.     | 8-3         | Roller Scandiano-UVP Bassano  | 2-2           | 1º feb.       |
| 30 ott.     | 7-5         | Valdagno 1938-Correggio       | 5-4           | 2 feb.        |
| 30 ott.     | 4-3         | Breganze-Trissino             | 1-4           | 2 feb.        |
| 30 ott.     | 8-2         | Follonica-Sarzana             | 5-10          | 1º feb.       |
| 30 ott.     | 3-2         | Sandrigo-Montebello           | 3-4           | 5 feb.        |

| Andata (7ª) | Andata (7ª) | Settima giornata              | Ritorno (20ª) | Ritorno (20ª) |
|             |             |                               |               |               |
| 2 nov.      | 1-1         | HRC Monza-Breganze            | 2-5           | 8 feb.        |
| 2 nov.      | 1-5         | Sarzana-Amatori Lodi          | 0-4           | 8 feb.        |
| 2 nov.      | 4-1         | Montebello-Correggio          | 2-3           | 9 feb.        |
| 2 nov.      | 1-1         | Forte dei Marmi-Valdagno 1938 | 2-2           | 8 feb.        |
| 2 nov.      | 3-3         | CGC Viareggio-Follonica       | 0-7           | 12 feb.       |
| 3 nov.      | 5-2         | Trissino-Roller Scandiano     | 4-7           | 8 feb.        |
| 6 nov.      | 4-3         | UVP Bassano-Sandrigo          | 2-3           | 8 feb.        |

| Andata (8ª) | Andata (8ª) | Ottava giornata            | Ritorno (21ª) | Ritorno (21ª) |
|             |             |                            |               |               |
| 9 nov.      | 2-6         | Follonica-Forte dei Marmi  | 2-2           | 15 feb.       |
| 9 nov.      | 5-1         | Amatori Lodi-CGC Viareggio | 3-4           | 15 feb.       |
| 9 nov.      | 3-2         | Roller Scandiano-HRC Monza | 5-4           | 19 feb.       |
| 9 nov.      | 3-3         | Valdagno 1938-Montebello   | 5-1           | 15 feb.       |
| 9 nov.      | 4-5         | Breganze-Sarzana           | 6-0           | 15 feb.       |
| 9 nov.      | 5-8         | Sandrigo-Trissino          | 3-7           | 16 feb.       |
| 10 nov.     | 1-3         | Correggio-UVP Bassano      | 4-4           | 15 feb.       |

| Andata (9ª) | Andata (9ª) | Nona giornata                | Ritorno (22ª) | Ritorno (22ª) |
|             |             |                              |               |               |
| 16 nov.     | 1-1         | UVP Bassano-Montebello       | n.d.          | 26 feb.       |
| 16 nov.     | 5-5         | CGC Viareggio-Breganze       | 2-2           | 22 feb.       |
| 20 nov.     | 1-3         | Forte dei Marmi-Amatori Lodi | n.d.          | 22 feb.       |
| 20 nov.     | 7-2         | HRC Monza-Sandrigo           | 5-9           | 22 feb.       |
| 20 nov.     | 8-1         | Trissino-Correggio           | 6-6           | 23 feb.       |
| 20 nov.     | 3-3         | Follonica-Valdagno 1938      | 1-6           | 22 feb.       |
| 20 nov.     | 5-6         | Sarzana-Roller Scandiano     | 3-7           | 22 feb.       |

| Andata (10ª) | Andata (10ª) | Decima giornata                | Ritorno (23ª) | Ritorno (23ª) |
|              |              |                                |               |               |
| 23 nov.      | 5-3          | Amatori Lodi-Follonica         | n.d.          | 7 mar.        |
| 23 nov.      | 2-5          | Roller Scandiano-CGC Viareggio | n.d.          | 7 mar.        |
| 23 nov.      | 3-1          | Valdagno 1938-UVP Bassano      | n.d.          | 7 mar.        |
| 23 nov.      | 2-3          | Breganze-Forte dei Marmi       | n.d.          | 7 mar.        |
| 23 nov.      | 2-1          | Montebello-Trissino            | n.d.          | 8 mar.        |
| 23 nov.      | 1-5          | Sandrigo-Sarzana               | n.d.          | 7 mar.        |
| 24 nov.      | 6-1          | Correggio-HRC Monza            | n.d.          | 7 mar.        |

| Andata (11ª) | Andata (11ª) | Undicesima giornata              | Ritorno (24ª) | Ritorno (24ª) |
|              |              |                                  |               |               |
| 30 nov.      | 1-3          | Follonica-Breganze               | n.d.          | 14 mar.       |
| 30 nov.      | 3-8          | Amatori Lodi-Valdagno 1938       | n.d.          | 14 mar.       |
| 30 nov.      | 3-3          | HRC Monza-Montebello             | n.d.          | 14 mar.       |
| 30 nov.      | 6-2          | Forte dei Marmi-Roller Scandiano | n.d.          | 14 mar.       |
| 30 nov.      | 2-1          | CGC Viareggio-Sandrigo           | n.d.          | 14 mar.       |
| 1º dic.      | 7-1          | Trissino-UVP Bassano             | n.d.          | 14 mar.       |
| 4 dic.       | 4-3          | Sarzana-Correggio                | n.d.          | 15 mar.       |

| Andata (12ª) | Andata (12ª) | Dodicesima giornata        | Ritorno (25ª) | Ritorno (25ª) |
|              |              |                            |               |               |
| 7 dic.       | 6-5          | Roller Scandiano-Follonica | n.d.          | 21 mar.       |
| 7 dic.       | 4-2          | Breganze-Amatori Lodi      | n.d.          | 21 mar.       |
| 7 dic.       | 3-5          | UVP Bassano-HRC Monza      | n.d.          | 21 mar.       |
| 7 dic.       | 3-5          | Montebello-Sarzana         | n.d.          | 21 mar.       |
| 7 dic.       | 1-3          | Sandrigo-Forte dei Marmi   | n.d.          | 21 mar.       |
| 8 dic.       | 3-3          | Trissino-Valdagno 1938     | n.d.          | 21 mar.       |
| 8 dic.       | 2-5          | Correggio-CGC Viareggio    | n.d.          | 21 mar.       |

| \| Andata (13ª) \| Andata (13ª) \| Tredicesima giornata \| Ritorno (26ª) \| Ritorno (26ª) \| \| \| \| \| \| \| \| 14 dic. \| 4-3 \| CGC Viareggio-Montebello \| n.d. \| 28 mar. \| \| 18 dic. \| 7-2 \| Amatori Lodi-Roller Scandiano \| n.d. \| 28 mar. \| \| 18 dic. \| 5-1 \| Forte dei Marmi-Correggio \| n.d. \| 29 mar. \| \| 18 dic. \| 2-7 \| HRC Monza-Trissino \| n.d. \| 29 mar. \| \| 18 dic. \| 2-4 \| Valdagno 1938-Breganze \| n.d. \| 28 mar. \| \| 18 dic. \| 7-5 \| Follonica-Sandrigo \| n.d. \| 28 mar. \| \| 18 dic. \| 9-3 \| Sarzana-UVP Bassano \| n.d. \| 28 mar. \| |              |                               |               |               |
| Andata (13ª) | Andata (13ª) | Tredicesima giornata          | Ritorno (26ª) | Ritorno (26ª) |
| |              |                               |               |               |
| 14 dic. | 4-3          | CGC Viareggio-Montebello      | n.d.          | 28 mar.       |
| 18 dic. | 7-2          | Amatori Lodi-Roller Scandiano | n.d.          | 28 mar.       |
| 18 dic. | 5-1          | Forte dei Marmi-Correggio     | n.d.          | 29 mar.       |
| 18 dic. | 2-7          | HRC Monza-Trissino            | n.d.          | 29 mar.       |
| 18 dic. | 2-4          | Valdagno 1938-Breganze        | n.d.          | 28 mar.       |
| 18 dic. | 7-5          | Follonica-Sandrigo            | n.d.          | 28 mar.       |
| 18 dic. | 9-3          | Sarzana-UVP Bassano           | n.d.          | 28 mar.       |

### Classifica finale
|  | Pos. | Squadra          | Pt | G  | V  | N | P  | GF  | GS  | DR  |
|  | ---- | ---------------- | -- | -- | -- | - | -- | --- | --- | --- |
|  | 1.   | Amatori Lodi     | 46 | 21 | 15 | 1 | 5  | 93  | 52  | +41 |
|  | 2.   | Forte dei Marmi  | 45 | 21 | 13 | 6 | 2  | 85  | 44  | +41 |
|  | 3.   | Valdagno 1938    | 43 | 22 | 12 | 7 | 3  | 88  | 61  | +27 |
|  | 4.   | Breganze         | 40 | 22 | 12 | 4 | 6  | 89  | 61  | +28 |
|  | 5.   | Roller Scandiano | 39 | 22 | 12 | 3 | 7  | 97  | 91  | +6  |
|  | 6.   | Trissino         | 39 | 22 | 12 | 3 | 6  | 102 | 76  | +26 |
|  | 7.   | CGC Viareggio    | 33 | 22 | 9  | 6 | 7  | 71  | 77  | -6  |
|  | 8.   | Follonica        | 28 | 22 | 7  | 7 | 8  | 79  | 82  | -3  |
|  | 9.   | Sarzana          | 27 | 22 | 8  | 3 | 11 | 80  | 90  | -10 |
|  | 10.  | Correggio        | 22 | 22 | 6  | 4 | 12 | 62  | 88  | -27 |
|  | 11.  | Bassano          | 17 | 21 | 4  | 5 | 12 | 52  | 90  | -38 |
|  | 12.  | Sandrigo         | 17 | 22 | 5  | 2 | 15 | 80  | 110 | -30 |
|  | 13.  | HRC Monza        | 16 | 22 | 4  | 4 | 14 | 62  | 93  | -31 |
|  | 14.  | Montebello       | 14 | 21 | 3  | 5 | 13 | 46  | 70  | -24 |

Legenda:
  Vincitore della Supercoppa italiana 2019.
      Qualificato in Eurolega 2020-2021.
      Qualificato in Coppa WSE 2020-2021.
      Retrocesse in Serie A2 2020-2021.
Note:
Tre punti a vittoria, uno a pareggio, zero a sconfitta.
In caso di arrivo di due o più squadre a pari punti, la graduatoria finale è stilata secondo la classifica avulsa tra le squadre interessate che prevede, in ordine, i seguenti criteri:
- punti negli scontri diretti;
- differenza reti negli scontri diretti;
- differenza reti generale;
- reti realizzate in generale;
- sorteggio.

## Statistiche del torneo

### Record squadre
- Maggior numero di vittorie: Amatori Lodi (15)
- Minor numero di vittorie: Montebello (3)
- Maggior numero di pareggi: Follonica e Valdagno 1938 (7)
- Minor numero di pareggi: Amatori Lodi (1)
- Maggior numero di sconfitte: Sandrigo (15)
- Minor numero di sconfitte: Forte dei Marmi (2)
- Miglior attacco: Trissino (102 reti realizzate)
- Peggior attacco: Montebello (46 reti realizzate)
- Miglior difesa: Forte dei Marmi (44 reti subite)
- Peggior difesa: Sandrigo (110 reti subite)
- Miglior differenza reti: Amatori Lodi e Forte dei Marmi (+41)
- Peggior differenza reti: Bassano (-38)